# يورن هول
يورن هول (بالنرويجية البوكمول: Jørn Hoel)‏ هو ملحن وموسيقي وعازف قيثارة ومغني نرويجي، ولد في 27 يوليو 1957 في ترومسو في النرويج.

## وصلات خارجية
- يورن هول على موقع IMDb (الإنجليزية)
- يورن هول على موقع ميوزك برينز (الإنجليزية)
- يورن هول على موقع ديسكوغز (الإنجليزية)